# ゴールド・スーク (ドバイ)

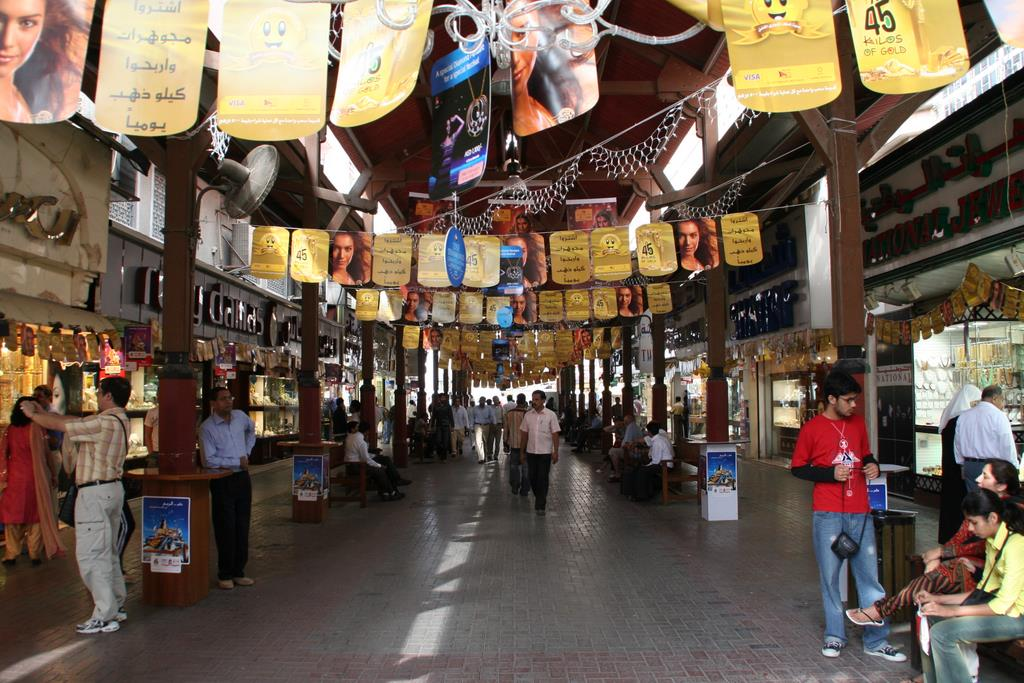
ゴールド・スーク

ゴールド・スーク（アラビア語: سوق الذهب，英語: Gold Souk）は、アラブ首長国連邦のドバイのディラ地区にあるスーク（市場）。ディラ・ゴールド・スーク（Deira Gold Souk）と呼ばれることもある。
1940年頃よりインドやイランから来た商人がこの地区に金（Gold）を扱う店を開いたことがスークの起源である。現在、何百もの宝飾店が軒を連ねており、展示されている金の総量は10トン（25トンとする文献もある）に達すると言われている。スークの中心部は全長約270mのアーケード付きの歩行者専用道路となっており、多くの観光客が訪れている。

## アクセス
- ドバイ・メトロ アル・ラス駅の東 約400m
- アブラ ディラ・オールド・スーク渡船場の北 約300m

## ドバイの主なスーク
- ゴールド・スーク
- スパイス・スーク
- テキスタイル・スーク